# 大島一芳
大島 一芳（おおしま かずよし、1912年6月14日 - 1983年1月16日）は昭和時代日本のジャーナリスト、新聞経営者。元中日新聞社代表取締役。愛知県出身。
出生名は大島 克巳（おおしま かつみ）で、1952年（昭和27年）3月24日付で「一芳」へ改名した。

## 来歴
1912年（明治45年）、愛知県東春日井郡守山町（現在の名古屋市守山区）で大島寿太郎の長男として出生。祖父の大島竹三郎は小幡大島本家第12代当主で、分家の東大島家第2代当主となった後に新愛知新聞社を創業した大島宇吉は一芳の大叔父に当たる。
1936年（昭和11年）に慶應義塾大学経済学部を卒業して大叔父の宇吉が経営する新愛知新聞社へ入社、戦時中は上海支局駐在。その間に新愛知は競合紙の名古屋新聞と合併し、中部日本新聞（現在の中日新聞）となっている。1945年（昭和20年）の終戦を受けて名古屋に帰郷し、中部日本新聞社文化部次長、企画室長を経て1955年（昭和30年）に東京支社総務局長。
1958年（昭和33年）、共同テレビジョンニュース社取締役を兼務。同年に米国からの招待を受けて現地の新聞業界を視察する。1967年（昭和42年）1月、経営難により中日新聞社との統合交渉を進めていた東京新聞社の代表取締役副社長に就任、同年10月1日より中日新聞社が東京新聞の発行を引き継いだ。この間、中日ドラゴンズ取締役および北陸本社代表を歴任している。
1973年（昭和48年）に全国紙の読売新聞が新設子会社の中部読売新聞を通じて中京圏に進出する動きを見せ、その対策として本社副社長専任となる。ところが、同年に起きた中日スタヂアム事件で倒産した株式会社中日スタヂアムの監査役を本社副社長と兼務していたことが問題視されたため、大島一郎・小山龍三の両社主が事件の責任を取って本社の代表権を返上したことに合わせ一芳も副社長を辞任した。この時に専務から社長へ抜擢された加藤巳一郎は新愛知OBながら合併後は経理・販売畑で名古屋新聞創業家の小山龍三社主に近い立場であったが、その発足経緯から派閥意識の強い社内において大島・小山両派の融和に努め、特に一芳とは互いに異なる派閥に属しながらも良好な関係だったとされる。
1983年（昭和58年）1月16日、肝硬変のため死去。享年72（満70歳没）。葬儀は1月19日に中日新聞社葬として名古屋市東区の徳源寺で営まれ、加藤が葬儀委員長を務めた。一芳の没後、養嗣子の大島寅夫が2003年（平成15年）から2011年（平成23年）まで中日新聞社長を務めている。